# Josef Ladurner Gasteiger
Josef Ladurner Gasteiger (* 23. Mai 1915 in Marling; † 30. Mai 2013 ebenda) war ein Obmann des Südtiroler Bauernbundes.

## Leben
Gasteiger wurde als erstes von sechs Kindern geboren. Er besuchte die italienische Volksschule und 1931/32 die landwirtschaftliche Schule in Dietenheim bei Bruneck. 1939 folgte die Einberufung zur italienischen Infanterie.
Im Oktober 1939, nach der Option für Deutschland, kehrte er kurz nachhause zurück. Im Jänner 1940 rückte er zur deutschen Fallschirmtruppe ein. Nach seiner Teilnahme am Einsatz auf Kreta wurde er mit dem Eisernen Kreuz 1. Klasse ausgezeichnet. Vor Moskau wurde er verwundet, ab November 1942 kämpfte er in Tunesien gegen die Invasion der Amerikaner und Engländer und geriet 1943 für drei Jahre in deren Gefangenschaft. Im September 1946 kehrte er zurück und bewirtschaftete den väterlichen Hof. 1948 heiratete er Anna Mair aus Schenna. Der Ehe entsprossen fünf Kinder. 
Von 1965 bis 1988 war er Obmann des Südtiroler Bauernbundes. Dort förderte er den späteren Landeshauptmann Luis Durnwalder. Einer seiner Erfolge war die Gründung der Südtiroler Bauernjugend.
| Personendaten    | Personendaten                                    |
| ---------------- | ------------------------------------------------ |
| NAME             | Gasteiger, Josef Ladurner                        |
| KURZBESCHREIBUNG | italienischer Obmann des Südtiroler Bauernbundes |
| GEBURTSDATUM     | 23. Mai 1915                                     |
| GEBURTSORT       | Marling (Südtirol)                               |
| STERBEDATUM      | 30. Mai 2013                                     |
| STERBEORT        | Marling (Südtirol)                               |